# هلژان
هلژان (انگلیسی: Heljan) شرکت اسباب‌بازی دانمارکی است، که در سال ۱۹۵۷ تأسیس شد.